# Estelle Cascino
Estelle Cascino, née le 13 mars 1996 à Marseille, est une joueuse française de tennis professionnelle.

## Biographie
Estelle Cascino commence le tennis à l'age de 5 ans à Aubagne. 
À l'âge de 11 ans, elle quitte la région provençale pour rejoindre le pôle France du CREPS de Poitiers. Elle obtient deux titres de championne de France à 12 et 14 ans.
En 2013, elle rejoint l’US Colomiers pour jouer les Interclubs de 1re division. Son club est vice-champion de France en 2017.
Elle a remporté 4 titres en simple et 25 titres en double sur le circuit ITF.

## Carrière professionnelle
Fin 2021, en double, elle parvient en finale du tournoi WTA 125 de Limoges avec sa partenaire et compatriote Jessika Ponchet sans parvenir à remporter le trophée.
Le 8 mai 2022, elle échoue en finale du double du tournoi WTA 125 de Saint-Malo, toujours avec Jessika Ponchet. 
En mai 2024, elle parvient une nouvelle fois en finale du double de Saint-Malo avec cette fois-ci Carole Monnet en partenaire. Elle subit sa troisième défaite en finale.

## Palmarès

### Titre en double en WTA 125
| No | Date       | Nom et lieu du tournoi      | Catégorie | Dotation  | Surface      | Partenaire | Finalistes                  | Score             |          |
| -- | ---------- | --------------------------- | --------- | --------- | ------------ | ---------- | --------------------------- | ----------------- | -------- |
| 1  | 21-07-2025 | Palermo Ladies Open Palerme | WTA 125   | 115 000 $ | Terre (ext.) | Feng Shuo  | Momoko Kobori Ayano Shimizu | 6-2, 62-7, [10-7] | Parcours |

### Finales en double en WTA 125
| No | Date       | Nom et lieu du tournoi           | Catégorie | Dotation  | Surface      | Vainqueures                     | Partenaire      | Score             |          |
| -- | ---------- | -------------------------------- | --------- | --------- | ------------ | ------------------------------- | --------------- | ----------------- | -------- |
| 1  | 13-12-2021 | Open BLS de Limoges Limoges      | WTA 125   | 115 000 $ | Dur (int.)   | Monica Niculescu Vera Zvonareva | Jessika Ponchet | 6-4, 6-4          | Parcours |
| 2  | 02-05-2022 | Open 35 de Saint-Malo Saint-Malo | WTA 125   | 115 000 $ | Terre (ext.) | Eri Hozumi Makoto Ninomiya      | Jessika Ponchet | 7-61, 6-1         | Parcours |
| 3  | 29-04-2024 | Open 35 de Saint-Malo Saint-Malo | WTA 125   | 115 000 $ | Terre (ext.) | Amina Anshba Anastasia Dețiuc   | Carole Monnet   | 7-67, 2-6, [10-5] | Parcours |

## Parcours en Grand Chelem

### En simple dames
| Année | Open d'Australie | Open d'Australie | Internationaux de France | Internationaux de France | Wimbledon | Wimbledon | US Open | US Open |
| ----- | ---------------- | ---------------- | ------------------------ | ------------------------ | --------- | --------- | ------- | ------- |
| 2013  | —                | —                | Q1                       | Daria Gavrilova          | —         | —         | —       | —       |
| 2014  | —                | —                | Q1                       | Kateryna Kozlova         | —         | —         | —       | —       |
|       |                  |                  |                          |                          |           |           |         |         |
| 2022  | —                | —                | Q1                       | Séléna Janicijevic       | —         | —         | —       | —       |

N.B. : à droite du résultat se trouve le nom de l'ultime adversaire.

### En double dames
| Année | Open d'Australie | Open d'Australie | Internationaux de France                                                                             | Internationaux de France | Wimbledon | Wimbledon | US Open | US Open |
| ----- | ---------------- | ---------------- | --- | ------------------------ | --------- | --------- | ------- | ------- |
| 2019  | —                | —                | 1er tour (1/32) E. Lechemia \|\| style="text-align:left;" \| M.J. Martínez Sánchez S. Sorribes Tormo | —                        | —         | —         | —       |         |
|       |                  |                  | |                          |           |           |         |         |
| 2021  | —                | —                | 1er tour (1/32) J. Ponchet \|\| style="text-align:left;" \| I.C. Begu N. Podoroska                   | —                        | —         | —         | —       |         |
| 2022  | —                | —                | 1er tour (1/32) J. Ponchet \|\| style="text-align:left;" \| Xu Y. Yang Z.                            | —                        | —         | —         | —       |         |
| 2023  | —                | —                | 1er tour (1/32) C. Monnet \|\| style="text-align:left;" \| M. Kolodziejová M. Vondroušová            | —                        | —         | —         | —       |         |
| 2024  | —                | —                | 1er tour (1/32) C. Monnet \|\| style="text-align:left;" \| E. Avanesyan C. Osorio                    | —                        | —         | —         | —       |         |
| 2025  | —                | —                | 1er tour (1/32) C. Monnet \|\| style="text-align:left;" \| A. Pavlyuchenkova E. Pridankina           |                          |           |           |         |         |

N.B. : le nom de la partenaire se trouve sous le résultat ; les noms des ultimes adversaires se trouvent à droite.

### En double mixte
| Année | Open d'Australie | Open d'Australie | Internationaux de France                                                           | Internationaux de France | Wimbledon | Wimbledon | US Open | US Open |
| ----- | ---------------- | ---------------- | ---------------------------------------------------------------------------------- | ------------------------ | --------- | --------- | ------- | ------- |
| 2023  | —                | —                | 1er tour (1/16) D. Added \|\| style="text-align:left;" \| A. Muhammad L. Glasspool | —                        | —         | —         | —       |         |
|       |                  |                  |                                                                                    |                          |           |           |         |         |
| 2025  | —                | —                | 2e tour (1/8) G. Blancaneaux \|\| style="text-align:left;" \| T. Townsend E. King  | —                        | —         | —         | —       |         |

N.B. : le nom du partenaire se trouve sous le résultat ; les noms des ultimes adversaires se trouvent à droite.

## Classements WTA en fin de saison
| Année          | 2011 | 2012 | 2013 | 2014 | 2015 | 2016 | 2017 | 2018 | 2019 | 2020 | 2021 | 2022 | 2023 | 2024 |
| Rang en simple | 797  | 1068 | 462  | 533  | 724  | 509  | 414  | 532  | 489  | 462  | 443  | 584  | 747  | –    |
| Rang en double | 1029 | –    | 452  | 564  | 603  | 686  | 655  | 497  | 188  | 219  | 158  | 118  | 152  | 118  |

Source : (en) Classements de Estelle Cascino sur le site officiel de la Fédération internationale de tennis